# Васильовска планина
Васильовска планина е планина в Северна България, южните части от област Ловеч. Разположена е в Централните части от Предбалкана (Среден Предбалкан).
Васильовска планина се издига във вътрешната структурна ивица на Средния Предбалкан между реките Вит, Бели Вит, Бели Осъм и Калник. На запад и югозапад със стръмни, на места отвесни склонове планината се спуска към долините на реките Вит и Бели Вит, а на север, североизток и изток склоновете са дълги, силноразчленени и полегати към долините на реките Калник (десен приток на Вит) и Суха река и Команска река (леви притоци на Осъм). На югоизток чрез седловината Богое (1238 m) се свързва с Троянска планина на Стара планина.
Дължината на планината от северозапад на югоизток е около 38 km, а ширината ѝ – 8 – 14 km. Най-висок връх е Васильов връх (1490 m), разположен в югоизточната ѝ част, северозападно от седловината Богое. Други по-високи върхове са Кукуруз (1250,7 m) и Трескавец (1151,5 m), разположени северно от Тетевен.
Билото на планината се издига от 1000 m на северозапад до 1400 на югоизток. Изградена е от триаски и юрски варовици и пясъчници, образуващи система от гънки на Тетевенската голяма антиклинала. Силно развити карстови форми – пещери (Градежнишка, Топля и др.), кари, скални откоси и корнизи, карстови извори (Топля). Западните и югозападните склонове се отводняват от малки и къси с голям наклон реки и дерета (Градежница, Васильова река и др.) десни притоци на Вит и Бели Вит. Реките течащи на север (Лесидренска река, Кирчевска река и др.), леви притоци на река Калник и реките Суха река и Команска река, леви притоци на Осъм са дълги и с по-малък наклон.
Климатът е умерено-континентален със сравнително студена зима и прохладно лято. Почвите са сиви горски в съчетание с кафяви горски. Билото на планината е заето от пасища, а горската растителност предимно от габър на запад и горун и бук на изток заема основно склоновете на планината.
Във вътрешността на планината са разположени 4 села: Градежница, Глогово, Бабинци и Васильово, а по склоновете ѝ 1 град и 8 села – Гложене (на запад), град Тетевен и село Рибарица (на юг), село Шипково (на изток) и селата Голяма Желязна, Лесидрен, Кирчево, Малка Желязна и Галата (на север).
По южното и югозападното подножие на планината, на протежение от 55,4 km, между селата Шипково и Гложене преминава участък от третокласен Републикански път III-358 от Държавната пътна мрежа Троян – Тетевен – Ябланица.
По-голямата част от планината попада в границите на орнитологично важното място „Васильовска планина“. Неговата площ е 4548 ha. В най-югоизточната ѝ част, при село Шипково има минерални извори. Източно от връх Васильов се намира хижа „Васильов“, изходен пункт за останалите части на планината и на юг към Стара планина.

## Топографска карта
- Лист от карта K-35-25. Мащаб: 1 : 100 000.
- Лист от карта K-35-37. Мащаб: 1 : 100 000.
- Лист от карта K-35-38. Мащаб: 1 : 100 000.